# Аверин, Игорь Александрович
Игорь Александрович Аверин (21 августа 1959, Пенза, Пензенская область, РСФСР, СССР — 16 января 2022, там же) — российский учёный в области разработки и исследования наноматериалов, доктор технических наук, профессор. Заведующий кафедрой «Нано- и микроэлектроника» Пензенского государственного университета с 2009 по 2022 гг.
Почётный работник сферы образования Российской Федерации (2016).
Руководитель научно-педагогической школы ПГУ «Иерархические наноматериалы для сенсорных и энергетических приложений».

## Биография
Родился 21 августа 1959 года в Пензе.
В 1981 году окончил Пензенский политехнических институт. В 1981—1982 гг.прошел научную стажировку на кафедре диэлектриков и полупроводников Ленинградского электротехнического института имени В. И. Ульянова (Ленина).
С 1982 по 1985 гг. обучался в аспирантуре при Ленинградском электротехническом институте имени В. И. Ульянова (Ленина).
В 1992 году прошёл научную стажировку в университете г. Копенгагена.
С 1985 году работал на кафедре «Нано- и микроэлектроника» ППИ.
С 2009 года — заведующий кафедрой «Нано- и микроэлектроника» ПГУ.
Умер 16 января 2022 года в Пензе.

## Научная деятельность
В 1985 году защитил диссертацию на соискание учёной степени кандидата физико-математических наук по специальности 01.04.10 — Физика полупроводников в диссертационном Совете при Ленинградском электротехническом институте имени В. И. Ульянова (Ленина).
В 1993 году присвоен учёное звание доцента по кафедре «Нано- и микроэлектроника» ПГТУ (ныне — ПГУ).
В 2007 году защитил диссертацию на соискание учёной степени доктора технических наук на тему: «Управляемый синтез гетерогенных систем: технология и свойства» в диссертационном Совете при Пензенском государственном университете.
В 2010 году присвоено учёное звание профессора по кафедре «Нано- и микроэлектроника» ПГУ.
Руководитель научно-педагогической школы ПГУ «Иерархические наноматериалы для сенсорных и энергетических приложений». Коллективом научной школы выполнено более 100 НИР,
включая исследования по заданию Министерства образования и науки РФ (проектная и базовые части), в рамках федеральных целевых и аналитических ведомственных целевых программ, РФФИ, грантов Президента и Правительства РФ, а также при поддержке Фонда содействия развитию малых форм предприятий в научно-технической сфере.

## Публикации
Автор более 400 научных публикаций: в ведущих научных рецензируемых журналах, индексируемых в БД Scopus и WoS, включённых в Перечень Высшей аттестационной комиссии (ВАК) при Министерстве науки и высшего образования Российской Федерации, учебных и учебно-методических пособий, монографий (в том числе коллективных).
Некоторые труды:
- Аверин И. А., Недорезов В. Г., Печерская Р. М. Пассивные элементы на резистивных структурах / Учебное пособие, Изд-во ИИЦ ПГУ, 2008. — 125 с.
- Аверин И. А., Головяшкин А. Н. Физика и технология тонких пленок: учебное пособие, Изд-во Пенз. гос. ун-та, 2009. — 172 с.
- Аверин И. А. Газочувствительность металлооксидных полупроводниковых пленок на основе материалов с отклонением от стехиометрии : учеб. пособие / соавт. Мошников В. А., Пронин И. А. — Пенза: Изд-во ПГУ, 2013. — 99 с.
- Averin I.A., Pronin I.A., Yakushova N. D., Goryacheva M. V. The volt-ampere characteristics of resistive gas sensors in multisensor implementation: distinctive features / Automation and Remote Control, 2014. — V.75. — № 11. — P. 2034—2040.
- Averin I.A., Pronin I.A., Aleksandrova O.A., Moshnikov V.A. Modifying the selectivity and gas sensitivity of resistive adsorption sensors by targeted doping / Automation and Remote Control, 2014. — V.75. — № 9. — P. 1702—1707.
- Averin I.A., Pronin I.A., Donkova B.V., Dimitrov D.Tz., Pencheva J.A., Moshnikov V.A. Relationship between the photocatalytic and photoluminescence properties of zinc oxide doped with copper and manganese / Semiconductors, 2014. — Vol. 48.- No. 7. — P. 842—847.
- Averin I.A., Pronin I.A., Kaneva N.V., Bozhinova A.S., Papazova K.I., Dimitrov D.Ts., Moshnikov V.A. Photocatalytic oxidation of pharmaceuticals on thin nanostructured zinc oxide films / Kinetics and Catalysis, 2014. — Vol. 55. — No. 2. — P. 167—171.
- Averin I.A., Pronin I.A., Dimitrov D.Ts., Krasteva L.K., Bozhinova A.S., Papazova K.I., Chanachev A.S., Georgieva A.Ts., Yakushova N.D., Moshnikov V.A. Theoretical and experimental investigations of ethanol vapour sensitive properties of junctions composed from produced by sol-gel technology pure and Fe modified nanostructured ZnO thin films / Sensors and Actuators A: Physical. 2014. — № А 206.- P. 88-96.
- Аверин И. А., Игошина С. Е., Карманов А. А., Пронин И. А. Пористые оксидные газочувствительные материалы: получение и свойства / Монография, Пенза: Из-во ПГУ, 2014. — 152 с.
- Averin I.A., Pronin I.A., Bozhinova A.S., Georgieva A.Ts., Dimitrov D.Ts., Karmanov A.A., Moshnikov V.A., Papazova K.I., Terukov E.I., Yakushova N.D. The thermovoltaic effect in zinc oxide inhomogeneously doped with mixed-valence impurities / Technical Physics Letters, 2015. — Vol. 41. — No. 10. — P. 930—932.
- Аверин И. А., Карманов А. А., Мошников В. А., Пронин И. А., Игошина C.Е., Сигаев А. П., Теруков Е. И. Корреляционные зависимости в инфракрасных спектрах наноструктур на основе смешанных оксидов / Физика твердого тела, 2015. — Т.57. — Вып. 12. — С.16-24.
- Averin I.A., Igoshina S.E., Moshnikov V.A., Karmanov A.A., Pronin I.A., Terukov E.I. Sensitive elements of vacuum sensors based on porous nanostructured SiO2-SnO2 sol-gel films / Technical Physics, 2015. — Vol. 60. — No. 6. — P. 928—932.
- Averin I.A., Karmanov A.A., Pronin I.A., Igoshina S.E., Yakushova N.D. Analysis of electron energy spectrum in type II core/shell quantum dots /Journal of Physics: Conference Series 586 (2015) 012006.
- Аверин И. А., Головяшкин А. Н., Головяшкин А. А., Игошина С. Е., Карманов А. А., Пронин И. А., Якушова Н. Д. Физические основы полупроводниковых газовых сенсоров / Монография, Пенза: Из-во ПГУ, 2015. — 190 с.

## Изобретения
- Аверин И. А., Пронин И. А., Карманов А. А., Якушова Н. Д., Мошников В. А., Сычёв М. М. Способ изготовления газового сенсора на основе механоактивированного порошка оксида цинка и газовый сенсор на его основе: патент на изобретение RU 2718710 C1, 14.04.2020.
- Аверин И. А., Бобков А. А., Карманов А. А., Мошников В. С., Пронин И. А., Якушова Н. Д. Способ изготовления газового сенсора с наноструктурой со сверхразвитой поверхностью и газовый сенсор на его основе: патент на изобретение RU 2687869 C1, 16.05.2019. Заявка № 2018135479 от 09.10.2018.
- Аверин И. А., Бобков А. А., Карманов А. А., Мошников В. А., Пронин И. А., Якушова Н. Д. Способ получения нанолитографических рисунков с кристаллической структурой со сверхразвитой поверхностью: патент на изобретение RU 2655651 C1, 29.05.2018.
- Аверин И. А., Агейкин А. В., Игошина С. Е., Карманов А. А. и др. Способ неинвазивной экспресс-диагностики диабета второго типа методом ИК-спектроскопии: патент на изобретение RU 2615722 °C , 07.04.2017.
- Аверин И. А., Игошина С. Е., Карманов А. А., Максимов А. И. и др. Способ получения нанолитографических рисунков с фрактальной структурой со сверхразвитой поверхностью: патент на изобретение RU 2624983 °C , 11.07.2017.
- Аверин И. А., Игошина С. Е., Карманов А. А., Пронин И. А. Способ изготовления датчика вакуума наноструктурой на основе смешанных полупроводниковых оксидов и датчик ваукуума на его основе: патент на изобретение RU 2602999 C1, 20.11.2016.
- Аверин И. А., Игошина С. Е., Карманов А. А., Пронин И. А. Способ изготовления датчика вакуума с трехмерной поистой наноструктурой И и датчик ваукуума на его основе: патент на изобретение RU 2555499 C1, 10.07.2015.
- Аверин И. А., Темников В. А., Агейкин А. В., Пронин И. А., Карманов А. А. Способ определения глубины залегания липидных ядер атеросклеротических бляшек методом ИК-Фурье спектроскопии: патент на изобретение RU 2567729 C1, 10.11.2015.

## Награды
- Почётный работник сферы образования Российской Федерации (2018);
- Почётное звание «Учёный года Пензенской области» (2017);
- Почетная грамота Министерства образования и науки РФ;
- Благодарность Министерства образования и науки РФ (2003)
- Благодарность Губернатора Пензенской области — за интеллектуально значимый труд, служение науке, энтузиазм, стремление к глубине и новизне открытий во благо нашего региона и всей России.